# Castiello de Guarga
Castiello de Guarga es una localidad española perteneciente al municipio de Sabiñánigo, en la comarca del Alto Gállego, provincia de Huesca, Aragón.

## Geografía
Se enclava en el valle del río Guarga, zona que es también conocida como la Guarguera.

## Historia
Forma parte de la comarca tradicional de Serrablo.

## Demografía

### Localidad
Datos demográficos de la localidad de Castiello de Guarga desde 1900:
| 34                    | 34 | 32 | 37 | 26 | 23 | 12 | 7 | 5 | 5 | 4 | 5 | 6 |
| (Fuente: IAEST e INE) |    |    |    |    |    |    |   |   |   |   |   |   |

- Datos referidos a la población de derecho.

### Antiguo municipio
Datos demográficos del municipio de Castiello de Guarga desde 1842:
| 43            | -- | -- | -- | -- | -- | -- | -- | -- | -- |
| (Fuente: INE) |    |    |    |    |    |    |    |    |    |

- Entre el censo de 1857 y el anterior, este municipio desaparece porque se integra en el municipio de Ordovés y Alavés.
- Datos referidos a la población de derecho, excepto en los censos de 1857 y 1860 que se refieren a la población de hecho.

## Monumentos
Destaca la iglesia parroquial de San Martín.